# Skarga do Ea-nasira

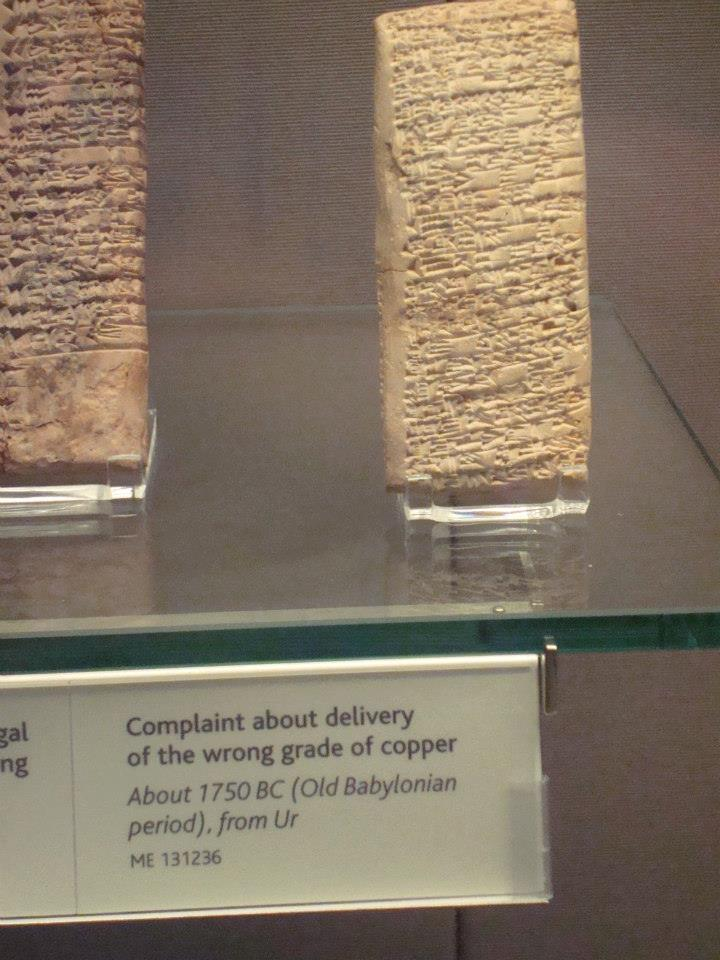
Tabliczka w ekspozycji Muzeum Brytyjskiego

Skarga do Ea-nasira – tekst zapisany na sumeryjskiej tabliczce glinianej, zawierający skargę skierowaną do kupca Ea-nasira przez mężczyznę o imieniu Nanni, w sprawie dostarczonego przez niego ładunku miedzi.
Datowana na ok. 1750 r. p.n.e. tabliczka odkryta została przez brytyjskiego archeologa Leonarda Woolleya podczas wspólnej ekspedycji British Museum i University of Pennsylvania Museum prowadzącej badania na stanowisku Tall al-Mukajjar, na terenie starożytnego miasta Ur. Jest to najstarsza w historii udokumentowana skarga klienta.

## Opis i treść
Wydłużony prostokątny obiekt ma 11,6 cm długości, 5 cm szerokości i 2,6 cm grubości; wykazuje nieznaczne uszkodzenia. Pismem klinowym w języku akadyjskim zapisano na nim poniższą wiadomość:

Powiedz Ea-nasirowi: Nanni śle następującą wiadomość:

Kiedy przybyłeś, powiedziałeś mi co następuje: „Dam Gimil-Sinowi [gdy przybędzie] dobrej jakości sztaby miedzi”. Wyszedłeś, lecz nie spełniłeś tego, co mi obiecałeś. Położyłeś przed mym posłańcem [Sit-Sinem] złej jakości sztaby i powiedziałeś: „Jeżeli pragniesz je wziąć, weź je; jeżeli nie pragniesz ich wziąć, odejdź!”.

Za kogo mnie masz, że traktujesz kogoś takiego jak ja z taką pogardą? Wysłałem jako posłańców panów takich jak my, by odebrali od ciebie worek mych pieniędzy [zdeponowanych u ciebie], lecz ty potraktowałeś mnie z pogardą, kilkukrotnie wysyłając ich z powrotem z pustymi rękami, do tego przez ziemię wroga. Czy jest pośród kupców Dilmunu taki, który wobec mnie tak postąpił? Jedynie ty obszedłeś się z mym posłańcem ze wzgardą! Przez tę jedną [błahą] minę srebra, którą jestem ci winien, swobodnie mówisz o mnie w taki sposób, podczas gdy ja w twym imieniu przekazałem pałacowi 1080 funtów miedzi, tak samo, jak Umi-Abum przekazał 1080 funtów miedzi, poza tym, co obaj spisaliśmy na tabliczce złożonej w świątyni Szamasza.

Jak potraktowałeś mnie w zamian za tę miedź? Przetrzymałeś worek mych pieniędzy na ziemi wroga; do ciebie należy teraz ich zwrot w całości.

Przyjmij do wiadomości, że [od teraz] nie przyjmę od ciebie żadnej miedzi, która nie jest dobrej jakości. Będę [od teraz] sam wybierał sztaby na moim podwórzu i będę korzystał wobec ciebie z prawa do odrzucenia, bowiem potraktowałeś mnie z pogardą.

## Nawiązania
W 2015 roku pojawiły się memy internetowe związane z tabliczką.